# Birgitta Lagerholm
Birgitta Lagerholm, född 17 juli 1974 i Stockholm, är en svensk discgolfare och drakbåtspaddlare. Hon bor i Solna och tävlar för Järva DGC.

## Discgolf

### Meriter
VM
- 2009 - 4:e plats
- 2008 - 5:e plats
- 2007 - 5:e plats samt guld i pargolf
- 2005 - 5:e plats
- 2004 - Guld
- 2002 - 4:e plats
- 2001 - 4:e plats
- 2000 - 5:e plats

EM
- Silver 2010
- Guld 2008
- Guld 2007
- Guld 2003
- Guld 2001

SM
- Guld 2010
- Guld 2009
- Guld 2006
- Guld 2005
- Guld 2004
- Guld 2003
- Guld 2002

Rankad nummer 1 i Sverige och Europa 2000-2010.

## Drakbåt

### Meriter
IDBF-VM
- Welland 2015
  - Silver 10manna dam 500m (senior A)
  - Brons 10manna dam 200m (senior A)
  - Brons 10manna dam 2000m (senior A)

EDBF-EM
- Brandenburg 2018
  - Guld 10manna mix 200m [1]
  - Brons 10manna mix 500m [1]
  - Brons 10manna mix 2000m [1]

ICF-VM
- Poznan 2014
  - Silver 10manna dam 2000m (senior)
  - Brons 10manna dam 2000m (master)
  - Brons 20manna mixed 2000m (master)

ECA EM klubblag
- Szeged 2017
  - Silver 10manna mixed 500m (master)
  - Silver 10manna mixed 2000m (master)

ECA-EM
- Szeged 2017
  - Brons 10manna mixed 500m (master)
  - Brons 10manna mixed 2000m (master)

EDBF-EM klubblag
- Divonne-Les-Bains 2017
  - Guld 10manna mix 500m [2]
  - Silver 10manna mix 200m [2]

SM
- Nyköping 2018
  - Guld 10manna mixed 200m[3]
  - Guld 10manna mixed 500m[3]

- Jönköping 2017
  - Guld 10manna mixed 200m
  - Guld 10manna mixed 500m

- Hofors 2016
  - Silver 10manna mixed 200m
  - Brons 10manna mixed 500m

- Nyköping 2015 
  - Guld 10manna mixed 500m
  - Silver 10manna mixed 200m

- Jönköping 2014 
  - Silver 10manna mixed 200m
  - Silver 10manna mixed 500m